# 格利泽3737
格利泽3737是一顆位於半人馬座光譜類型為M4.5V的紅矮星，距離地球21.7光年。它是離太陽較近的恆星之一。